# Asthenotricha lophoptera
Asthenotricha lophoptera är en fjärilsart som beskrevs av Achille Guenée 1858. Asthenotricha lophoptera ingår i släktet Asthenotricha och familjen mätare. Inga underarter finns listade i Catalogue of Life.